# Fish and chips
A Fish and Chips az egyik legnépszerűbb angol étel, palacsintaszerű tésztában megmártott és olajban kisütött tengeri hal sült hasábburgonyával körítve. Az első fish and chips üzletek az 1860-as években jelentek meg az Egyesült Királyságban, 1910-re pedig már több mint 25 000, az 1930-as évekre már több mint 35 000 üzlet működött.

## Fordítás
- Ez a szócikk részben vagy egészben  a   fish and chips című angol Wikipédia-szócikk fordításán alapul.  Az eredeti cikk szerkesztőit annak laptörténete sorolja fel. Ez a jelzés csupán a megfogalmazás eredetét és a szerzői jogokat jelzi, nem szolgál a cikkben szereplő információk forrásmegjelöléseként.
- Ez a szócikk részben vagy egészben  a   Fish and Chips című német Wikipédia-szócikk fordításán alapul.  Az eredeti cikk szerkesztőit annak laptörténete sorolja fel. Ez a jelzés csupán a megfogalmazás eredetét és a szerzői jogokat jelzi, nem szolgál a cikkben szereplő információk forrásmegjelöléseként.